# 스미싱
스미싱(SMS phishing, 문자메시지 피싱, smishing)은 문자메시지를 이용한 피싱이다. 스미싱은 SMS(문자메시지)와 피싱(phishing)의 합성어이다.
신뢰할 수 있는 사람 또는 기업이 보낸 것처럼 가장하여 개인 비밀정보를 요구하거나 휴대 전화의 소액 결제를 유도한다. 최근 들어 스마트폰 이용자들이 급격하게 증가됨에 따라 돌잔치, 결혼 청첩장 등이 도착하였다고 하면서 링크를 걸어 안드로이드 애플리케이션 설치파일인 apk 파일을 설치하도록 유도하여 비밀번호, 신용카드 번호 등 휴대폰 내의 정보를 빼가는 수법이 늘고 있다.

## 피해 예방법
- OS가 안드로이드 단말기인 경우, Google Play 이외의 경로를 통한 응용 애플리케이션의 설치를 허용 또는 차단하는 기능인 "알 수 없는 소스"의 옵션을 제공하고 있으므로, 해당 부분의 체크를 해제함
- 구글플레이 스토어에서 "스미싱 차단"을 검색하여 스미싱 차단 전용 앱을 설치함.
  - 스미싱 차단 (잡았다 피싱) : https://play.google.com/store/apps/details?id=org.azki.smishing

## 같이 보기
- 단문 메시지 서비스
- 피싱
- 피싱프리